# Znak wampira
Znak wampira (ang. Mark of the Vampire lub Vampires of Prague) – amerykański film grozy z 1935 roku.

## Treść
Znak wampira jest remakiem filmu Londyn po północy (London After Midnight) z 1927 roku, jednak akcja filmu została przeniesiona do Czechosłowacji.
W starym zamku w okolicach Pragi znalezione zostaje pozbawione krwi ciało sir Karella Borotyna. Na szyi ofiary widnieją rany jak po ukąszeniu, co powoduje, że miejscowi mieszkańcy zaczynają podejrzewać, że zbrodni tej dopuściła się para wampirów – hrabia Mora i jego córka Luna, o których w okolicy od dawna krążyły mrożące krew w żyłach legendy. Jednak inspektor Neumann prowadzący śledztwo nie wierzy w przesądy i usiłuje odnaleźć żywego sprawcę.

## Obsada
- Béla Lugosi – hrabia Mora
- Carroll Borland – Luna
- Henry Wadsworth – Fedor Vincenté
- Jean Hersholt – baron Otto von Zinden
- Donald Meek – doktor Doskil
- Lionel Atwill – inspektor Neumann
- Elizabeth Allan – Irena Borotyn
- Holmes Herbert – sir Karell Borotyn
- Lionel Barrymore – prof. Zelin
- Michael Visaroff – oberżysta
- June Gittelson – Annie
- Leila Bennett – Maria